# Kimito Nono
Kimito Nono (濃野 公人?, Nono Kimito; Ibaraki, 26 marzo 2002) è un calciatore giapponese, difensore dei Kashima Antlers.

## Biografia
Nato a Ibaraki, città situata nella prefettura di Osaka, ha iniziato a giocare a calcio seguendo le orme dei suoi due fratelli maggiori. Ad alimentare la sua passione per il calcio è stato anche suo padre, grande tifoso del Gamba Osaka che spesso lo portava all'Osaka Expo '70 Stadium a vedere le partite casalinghe dei Nerazzurri.

## Caratteristiche tecniche
Di piede destro, è un terzino destro dalle spiccate doti offensive che è in grado di giocare come esterno destro di centrocampo o come ala destra. Dotato di una buona tecnica individuale che gli permette di effettuare tiri dalla distanza con cui spesso va alla conclusione in porta riuscendo a segnare, è un difensore tenace e dinamico a cui piace partecipare alle azioni offensive con i suoi scatti sulla fascia e lanci lunghi serviti ai suoi compagni di squadra. Inoltre, possiede una buona visione di gioco e difatti spesso è schierato in campo nella posizione desiderata dal suo CT.
Prima di diventare un laterale difensivo, è stato utilizzato come attaccante quando militava nella squadra liceale dell'Ōzu High School; dopodiché, a partire dal terzo anno universitario al Kwansei Gakuin Daigaku, si è convertito a terzino destro in quanto nella rosa studentesca scarseggiavano di terzini.

## Carriera

### Club

#### Inizi e Kashima Antlers
Inizia la sua carriera iscrivendosi all'età di sei anni al DREAM FC Osaka, società con sede nella prefettura della sua città natale, Osaka. Il club è composto principalmente da bambini di scuola elementare e Nono gioca con loro fino alla fine della seconda elementare. Successivamente, nel 2010, per motivi di lavoro del padre si trasferisce nella città di Chikushino, quindi si unisce al Valentia FC, squadra di Tosu (prefettura di Saga) con cui rimane legato fino al sesto e ultimo anno di scuola elementare. Durante il suo periodo di scuola media viene promosso nella primavera U-15 del Sagan Tosu, mentre nel 2017 si iscrive al liceo per giocare nella squadra calcistica dell'Ōzu High School, scuola appartenente alla città di Kumamoto. Al liceo Nono viene visto dal suo allenatore come un calciatore con del potenziale nella zona offensiva del campo e infatti viene schierato prevalentemente come attaccante. Al suo terzo anno viene schierato come esterno sinistro di centrocampo. Terminato il liceo nel 2019, l'anno successivo va a giocare nella squadra della prestigiosa università di Nishinomiya, la Kwansei Gakuin Daigaku, sebbene Nono volesse andare alla Tsukuba Daigaku. La rosa della sua nuova squadra non possedeva sufficienti studenti in grado di giocare come laterali difensivi, perciò il suo nuovo allenatore, che lo ha reso capitano, ha deciso gradualmente di arretrarlo di ruolo, giocando dapprima (nel secondo anno universitario) come esterno destro di centrocampo e infine, all'ultimo anno di formazione, come terzino destro.
Il 9 giugno 2023, quando Nono era ancora uno studente al quarto anno del Kwansei Gakuin Daigaku, il sito ufficiale dei Kashima Antlers comunica il suo tesseramento nella rosa dei cervi in vista della stagione 2024. Il 21 gennaio successivo si è tenuto il rituale della cerimonia delle presentazioni dei nuovi acquisti dei Kashima Antlers con addosso le nuove uniformi per la stagione a venire e Nono si presenta con la maglia numero 32 ereditata da Keigo Tsunemoto, ex terzino destro della rosa della prefettura di Ibaraki che è andato a giocare da mezzo anno circa in Europa, più precisamente in Svizzera al Servette. Durante la sua intervista ha dichiarato che vorrebbe giocare nel ruolo di laterale destro difensivo bene quanto hanno fatto i suoi predecessori Akira Narahashi, Atsuto Uchida e Keigo Tsunemoto. Un mese più tardi, il 23 febbraio 2024, fa il suo esordio nel calcio professionistico, giocando da titolare la prima gara di campionato dei Kashima Antlers sconfiggendo fuori casa per 3-0 il Nagoya Grampus; al 69º minuto Nono viene sostituito da Hidehiro Sugai. Segna il suo primo gol tra i professionisti il 13 aprile seguente, nella sfida casalinga di J1 League 2024 vinta di misura per 1-0 contro il Kyoto Sanga: la sua rete rappresenta anche il 1'800° gol della storia dei Kashima Antlers. Nella sua prima partita di coppa, valida per il passaggio al terzo turno di Coppa J.League 2024 contro il Vanraure Hachinohe (squadra di J3 League), Nono riceve il doppio cartellino giallo venendo espulso durante il primo tempo supplementare per la prima volta in carriera; nonostante l'inferiorità numerica, i Kashima Antlers vincono la partita qualificandosi al turno successivo, grazie alla rete al 108º minuto di Kei Chinen. Nella nona e decima giornata di campionato segna una rete in ciascuna delle due partite, rispettivamente contro il Sagan Tosu (sua ex squadra di quando era un ragazzo) e il Gamba Osaka, arrivando a tre gol messi a segno consecutivamente in appena dieci gare.

## Statistiche

### Presenze e reti nei club
Statistiche aggiornate al 7 agosto 2024.
| Stagione               | Club                   | Campionato             | Campionato | Campionato | Coppe nazionali | Coppe nazionali | Coppe nazionali | Coppe continentali | Coppe continentali | Coppe continentali | Supercoppe | Supercoppe | Supercoppe | Totale | Totale |
| Stagione               | Club                   | Comp                   | Pres       | Reti       | Comp            | Pres            | Reti            | Comp               | Pres               | Reti               | Comp       | Pres       | Reti       | Pres   | Reti   |
| ---------------------- | ---------------------- | ---------------------- | ---------- | ---------- | --------------- | --------------- | --------------- | ------------------ | ------------------ | ------------------ | ---------- | ---------- | ---------- | ------ | ------ |
| 2024                   | Kashima Antlers        | J1                     | 25         | 7          | CG+CdL          | 2+1             | 0               | -                  | -                  | -                  | -          | -          | -          | 28     | 7      |
| Totale Kashima Antlers | Totale Kashima Antlers | Totale Kashima Antlers | 25         | 7          |                 | 3               | 0               |                    | -                  | -                  |            | -          | -          | 28     | 7      |
| Totale carriera        | Totale carriera        | Totale carriera        | 25         | 7          |                 | 3               | 0               |                    | -                  | -                  |            | -          | -          | 28     | 7      |

## Palmarès

### Individuale
- Squadra del campionato giapponese: 1

2024